# Fimbulvinter
Fimbulvinter is het derde album van de Zweedse Powermetal, Heavy Metalband Brothers of Metal, uitgebracht in 2024.

## Tracklist
1. Sowilo – 4:08
2. Flight of the Ravens – 4:58
3. Giantslayer – 3:21
4. Heart of Stone – 5:03
5. Rivers of Gold – 4:49
6. Blood Red Sky – 4:01
7. Ratatosk – 3:34
8. Chasing Light – 5:15
9. Heavy Metal Viking – 3:52
10. The Other Son of Odin – 3:26
11. Berserkir – 4:33
12. Nanna's Fate – 4:46
13. Fimbulvinter – 5:46

## Line-up
- Ylva Eriksson – zang
- Joakim Lindbäck Eriksson – zang
- Mats Nilsson – zang
- Dawid Grahn – gitaar
- Pähr Nilsson – gitaar
- Mikael Fehrm – gitaar
- Emil Wärmedal – basgitaar
- Johan Johansson – slaginstrumenten